# Силбо Гомеро
Силбо Гомеро (шпански Silbo Gomero у преводу „гомерска звиждаљка“), познат и као силбо („звиждаљка“), је звиждући језик којим говоре становници канарског острва Гомера да би комуницирали кроз дубоке клисуре и уске долине који доминирају целим острвом. Омогућио је размену порука на удаљености до 5 километара. Силбо Гомеро се углавном користио у околностима јавне комуникације, као што су позивнице за догађаје или јавно информисање. Говорник Силбо Гомера понекад се на шпанском назива силбадор („звиждач“).
Преношен вековима са учитеља на ученика, то је једини звиждући језик на свету који је у потпуности развијен и који се практикује у великој заједници (више од 22.000 становника). Језик звиждука замењује сваки самогласник или сугласник звуком звиждука. Два различита звиждука замењују пет шпанских самогласника, а постоје четири звиждука за сугласнике. Звиждуци се могу разликовати према висини и да ли су испрекидани или континуирани. Уз вежбу, звиждачи могу пренети било коју поруку. Силбо Гомеро, који се учи у школама од 1999. године, разумеју скоро сви острвљани.
Унеско је овај језик 2009. године, уписао на своју репрезентативну листу нематеријалног културног наслеђа човечанства.

## Историја
Мало се зна о оригиналном  гуанчи језику или језицима Канара, али се претпоставља да је њихов фонолошки систем морао бити довољно једноставан да омогући ефикасан језик звиждања.  Звиждући језик који су користили првобитни становници острва Гуанчи, постојао је пре доласка шпанских досељеника, а такође се говорио и на острвима Јеро, Тенерифе и Гран Канарија. Силбо је прилагођен шпанском током шпанског насељавања у 16. веку и њиме се нашироко говорило до 17. века. Године 1976. силбо је једва постојао на Јеру, где је цветао крајем 19. века.
Употреба језика је опала током педесетих година двадесетог века. Један од фактора био је економски пад, који је приморао многе говорнике да се одселе у потрази за бољим пословима. Технолошки развој и употреба телефона играли су велику улогу у смањењу практичности и корисности језика. Силбо је опстао захваљујући његовој улози у савладавању удаљености и терена, као и лакоћи са којом су га учили изворни говорници. У периоду од шездестих до осамдесетих година двадесетог века, многи људи су се окренули од пољопривреде и многе породице средње класе нису хтеле да њихова деца говоре језик који је био негативно повезан са сеоским становништвом.
Крајем деведесетих, почели су напори за ревитализацију језика и покренуте су многе иницијативе унутар заједнице. До 1999. године, ревитализација Силбо Гомера је подстакнута образовном политиком и другим законодавним мерама. Сада има званичну заштиту као пример нематеријалног културног наслеђа.

## Говорници
Већина становника Гомера говори Силбо Гомеро, а неке локалне варијације указују на порекло говорника. Како је наведено у извештају Унеска из 2009. године, сви људи који живе на Гомери разумеју језик, али само они рођени пре 1950. године и млађе генерације које су похађале школу од 1999. могу да „говоре“ језик.
Они који су рођени пре 1950. године учили су језик од старијих у својим домовима, а они који су похађали или похађају школу од 1999. године језик су учили формално у школи. Они који су рођени између 1950. и 1980. године, разумеју језик, али не могу да га говоре, јер се језик слабо користио и негативно гледао.

## Ревитализација
Када је овај начин комуникације био угрожен крајем 20. века, покренути су напори за ревитализацију и на нивоу заједнице и на нивоу владе. Комбинација иницијатива заједнице Гомера и политике коју су спроводиле власти, довела је до ревитализације и одржавања Силбо Гомера као културног добра. Ове напоре ревитализације је Унеско добро документовао као део поступка за избор Репрезентативне листе нематеријалног културног наслеђа човечанства за 2009. годину.

### Иницијативе заједнице
У покушају да сачувају Силбо Гомеро за омладину на острву, стручни звиждачи су тражили овлашћење, што им је омогућило да предају језик на бесплатној и добровољној основи у наменском центру. Ова иницијатива старијих острвљана наишла је на охрабрујуће реакције, а удружења родитеља и наставника ју је проширило на све школе.

### Владине иницијативе
Дана 26. јуна 1997. Парламент Канарских острва одобрио је предлог којим се позива влада да укључи Силбо Гомеро као део школског програма. Силбо Гомеро је од јула 1999. године, постао обавезан предмет у основном и средњем образовању. Покрајинска влада је подржала његову имплементацију, као и успостављање формализованог наставног плана и програма Силбо Гомера кроз публикацију El Silbo Gomero, Materiales didácticos(Образовни материјали о Силбо Гомеру).
Поред обавезног учења Силбо Гомера на основном и средњем нивоу, основана је Острвска школа Силбо Гомеро за ученике после средње школе који желе да наставе да се школују у Силбо Гомеру док не постану акредитовани професионални инструктори. Ученици Острвске школе раде на томе да постану способни да подучавају Силбо Гомеро не само своје суграђане, већ и туристе који посећују Гомеру. Ово олакшава одрживост ревитализације и такође и одржавање језика.
Након тога, Министарство просвете, Универзитети културе и спорта Канарских острва израдили су план обуке особља како би се обезбедило да старије стручне звиждаче у блиској будућности могу заменити квалификовани стручни наставници са релевантним дипломама. Ово је укључивало одржавање обуке о познавању и подучавању Силба Гомера. План обуке је покренут 2007. године, уз учешће 18 наставника.
Поред спровођења образовне политике, власти су настојале да ојачају корпус Силбо Гомера развијањем пројекта за дигитализацију целокупног снимљеног аудио материјала. Направљена је и локална, национална и светска дистрибуција документарних филмова о Силбу Гомеру. Влада је такође подигла статус Силбо Гомера одабиром Националног савета за историјско наслеђе да представља Шпанију у номинацијама за укључивање на Репрезентативну листу нематеријалног културног наслеђа човечанства 2009. године.

### Културна баштина
Чланови Гомеранске заједнице цене Силбо Гомеро као део идентитета острва и користе језик звиждања у традиционалним ритуалима и свечаностима на острву. То укључује "бајаде", процесије посвећене Богородици или свецима заштитницима заједнице.
Дана 15. марта 1999. године, Силбо Гомеро је проглашен делом историјско—етнографског наслеђа Канарских острва. Покренута је годишња прослава „Школских сусрета са Силбом Гомером“ у Гомери. Споменик Силбо Гомеру је постављен 2005. године у Националном парку Гарахонај.

### Туризам
Силбо Гомеро не користе само становници Гомера. Посетиоци острва такође имају прилику да чују звиждући језик у ресторанима који туристима пружају демонстрације звиждања. Министар туризма острва Гомера, Фернандо Мендез, изјавио је да је звиждање од суштинског значаја за туризам острва.

## Карактеристике
Према различитим студијама, Силбо Гомеро језик има између 2  и 4  самогласника и између 4 и 10 сугласника. Језик је звиждани облик дијалекта канарског шпанског. Силбо сваки самогласник или сугласник замењује звуком звиждука. Звиждуци се разликују према висини и континуитету. Као и код других звижданих облика нетоналних језика, Силбо задржава приближну артикулацију обичног говора, тако да се „варијације у боји говора појављују под маском варијација висине тона“.
Силбо Гомеро је сложен језик за учење, са својим техникама звиждања које захтевају физичку прецизност, и снагом делова тела који се користе у механизму језика, који се може стећи само вежбањем. Силбо Гомеро користи језик, усне и руке корисника, што се у великој мери разликује од конвенционалног језика, који користи усну шупљину за мешање и контраст неколико акустичних фреквенција. Механизам звиждука је, насупрот томе, ограничен на само емитовање једног основног тона између 1.000 и 3.000 херца. Физичка прецизност зависи од вештине звиждача који може да мења фреквенције различитим брзинама и да покрене и заустави производњу звучних таласа. Ова техника се преноси у заједници Гомера, са непромењеним наставним методама које датирају из касног деветнаестог века. Иста висина може представљати много звукова, тако да има много мање фонема од шпанског. То значи да комуникација у Силбу понекад може бити двосмислена. Контекст и одговарајући избор речи су стога важни за ефективну комуникацију.